# Амбедкар, Бхимрао Рамджи
Бхимра́о Рамджи́ Амбе́дкар (маратхи भीमराव रामजी आंबेडकर, также известен под прозвищем «Бабасахи́б», 14 апреля 1891 — 6 декабря 1956) — индийский юрист, политический деятель, лидер «неприкасаемых». Основной автор проекта Индийской конституции. Посмертно награждён высшим индийским орденом Бхарат ратна. Буддист-реформатор: по его инициативе неприкасаемые массово обращались в буддизм, не признающий кастовых различий. Резко критиковал ислам и индуизм.

## Молодость
Родом из народа маратхи. Предки по мужской линии в течение нескольких поколений служили в армии Британской Ост-Индской компании. Амбедкар был одним из первых неприкасаемых, получивших образование в колледже. Получил степень доктора права и ряд других степеней за экономические и политические исследования (в частности, в Колумбийском университете и Лондонской школе экономики). Вернулся в Индию известным учёным, несколько лет практиковал как юрист, после чего начал политическую деятельность как борец за права неприкасаемых.

## Борьба за права неприкасаемых
К 1930 году Амбедкар, организовав ряд публичных акций, стал широко известным индийским политиком. Он критиковал ведущие партии Индии за недостаточное внимание к проблеме кастовой системы.
Амбедкар был последовательным критиком взглядов Махатмы Ганди и его сторонников из партии Индийский национальный конгресс. Несмотря на то, что Ганди критиковал кастовые различия и даже объявлял себя «одним из» людей низших каст, его взгляды были романтичными и идеалистическими. Амбедкар считал термин «хариджан» («дети Бога»), предложенный Ганди для обозначения неприкасаемых, презрительным, а склонность Ганди идеализировать деревенский уклад жизни считал вредной, пропагандировал распространение образования среди париев и их переезд в города. Амбедкар считал, что Ганди слишком мягко критикует кастовую систему, отмечая отдельные несправедливости, но не стремясь уничтожить систему как таковую.
За свои радикальные взгляды Амбедкар стал крайне непопулярным среди ортодоксальных индусов, даже среди тех, которые ранее осуждали бесправие неприкасаемых, поскольку требовал полного равноправия, а не только смягчения положения.
В то же время Амбедкар требовал предоставить неприкасаемым отдельные избирательные округа, против чего резко возражал Ганди — он боялся раскола индийского общества. Когда в 1932 году британцы согласились принять предложение Амбедкара о раздельных избирательных округах для представителей разных каст, Ганди, находившийся в заключении, начал голодовку «до смертельного исхода». Голодовка Ганди обеспечила ему широкую поддержку среди ортодоксов во всей Индии. Амбедкар, опасаясь беспорядков в случае смерти Ганди, был вынужден уступить.

## Политическая карьера
В 1935—1937 годах был ректором Правительственного юридического колледжа в Бомбее. В том же году его жена Рамабаи умерла от длительной болезни. Тогда же Амбедкар публично объявил, что отрекается от индуизма и будет искать новую религию, которая бы давала неприкасаемым равные права с представителями других каст.
В 1936 году Амбедкар основал Независимую трудовую партию, которая на выборах 1937 года получила 15 мест в Центральной законодательной ассамблее. В том же году он опубликовал свою книгу «Уничтожение касты» (англ. The Annihilation of Caste), где критиковал не только кастовую систему как таковую, но и индуистских религиозных лидеров.
Амбедкар служил в Консультативном комитете обороны, а также министром труда в Исполнительном комитете вице-короля (колониальном правительстве Индии).

## Критика традиционных религий Индии
В 1941—1945 годах опубликовал ряд вызвавших противоречивую реакцию книг и памфлетов, в том числе «Мысли о Пакистане» (англ. Thoughts on Pakistan), в которой критиковал требование Мусульманской лиги создать отдельное мусульманское государство Пакистан. В книге «Что Конгресс и Ганди сделали для неприкасаемых» (What Congress and Gandhi Have Done to the Untouchables) он усилил свою критику Ганди и Индийского национального конгресса, обвиняя их в лицемерии. В книге «Кем были шудры?» (Who were the Shudras?) Амбедкар попытался объяснить происхождение варны шудр, то есть низшей варны в Индии, ниже которой были только неприкасаемые. Он также сделал акцент на отличиях шудр от неприкасаемых. На выборах 1946 года его партия получила небольшое число голосов. В 1948 году написал новую книгу «Неприкасаемые: тезисы о происхождении неприкасаемости» (The Untouchables: A Thesis on the Origins of Untouchability), где обвинил индуизм:

Индусская цивилизация … это дьявольский замысел с целью подавить и поработить человечество. Её настоящее имя — позор. Что ещё можно сказать о цивилизации, которая создала массу людей… с которыми обращаются, как если бы они не были людьми, и одно лишь прикосновение которых считается загрязняющим?
— 
С ещё более суровой критикой Амбедкар выступил против ислама и его течений в Южной Азии (не в последнюю очередь благодаря его пропаганде ислам — наименее распространённая религия среди неприкасаемых). Он одобрил разделение Британской Индии на Пакистан и Индию, и в то же время осудил детские браки в исламском обществе, а также бесправное положение женщин. Он писал:

Нет таких слов, которые бы точно выразили великое множество зла, заключённого в многожёнстве и наличии наложниц, причиняющих страдания мусульманской женщине.
Рассмотрим кастовую систему. Считается очевидным, что ислам свободен от рабства и каст. (Но пока рабство существовало), его поддержка в основном приходила от ислама и исламских стран. Похвальны указания Пророка в Коране, касающиеся справедливого и гуманного обращения с рабами, однако фактически в Исламе нет ничего, что бы помогло преодолеть это проклятие (то есть рабство). И хотя рабство исчезло, касты среди мусульман сохранились.
— 
Амбедкар писал, что мусульманское общество ещё больше преисполнено социальным злом по сравнению с индуистским. Он критиковал мусульман за то, что они прикрывают кастовую систему такими эвфемизмами, как «братство» и т. п. Он также критиковал распространённую среди мусульман классовую дискриминацию таких групп, как «арзалы» (аналог парий в индуизме), а также угнетение женщин (система «пурда»). Он писал, что хотя «пурда» практикуется также индусами, лишь среди мусульман эта система санкционирована самой религией, а не только традицией. Он критиковал исламский фанатизм, считая, что буквальное толкование Корана сделало исламское общество очень жёстким, неспособным к изменениям. Он также указывал, что в отличие от Турции или Ирана, индийским мусульманам не удалось реформировать своё общество.
Несмотря на свою жёсткую критику в адрес М. А. Джинны и его последователей из Мусульманской лиги, он поддержал идею разделения Индии на мусульманскую и индуистскую часть, поддержал образование Пакистана. Он считал, что религиозное разделение — меньшее зло по сравнению с этническим национализмом (особенно учитывая большое количество народностей в Индии). Он указывал на такие прецеденты в истории, как распад Османской империи в 1918—1922 годах и разделение Чехословакии после Мюнхенского соглашения.
В то же время он предвидел, что образование двух государств по религиозному признаку приведёт к столкновениям, значительной миграции людей, приграничным спорам. В связи с этим он писал: «Пакистан должен оправдать своё существование».

## Создатель индийской конституции
Несмотря на падение своей популярности как политика, спорные взгляды и критику со стороны Махатмы Ганди и Индийского национального конгресса, Амбедкар имел репутацию очень опытного юриста и учёного. После того, как Индия получила независимость 15 августа 1947 года, новое правительство предложило Амбедкару стать первым министром юстиции, которое он принял. 29 августа Амбедкар возглавил комитет по подготовке проекта Конституции Индии. При этом он опирался на прецеденты буддийской сангхи, поскольку в буддийской традиции были известны голосование с использованием бюллетеней, процедуры проведения дебатов, прецедентное право, регламентация бюрократических процедур. Опыт сангхи был адаптирован к реалиям Индии — олигархическая система правления, деление на племена и т. д.
Текст, подготовленный Амбедкаром, предусматривал конституционные гарантии широкого круга гражданских свобод, в том числе свободу вероисповедания, отмену принципа «неприкасаемости» и запрет на любые формы дискриминации. Амбедкар требовал широких экономических и социальных прав для женщин, а также добился поддержки Ассамблеи в создании квот на гражданской службе, в школах и колледжах для представителей ущемлённых категорий населения. Конституция была принята 26 ноября 1949 года.
Амбедкар ушёл в отставку с должности министра в 1951 году после того, как парламент забаллотировал его проект Индийского кодекса, предусматривавший равенство полов в наследовании, браке и экономических отношениях, несмотря на поддержку со стороны Неру и ряда других лидеров ИНК. В 1952 году Амбедкар проиграл выборы в нижнюю палату парламента, но был назначен депутатом верхней палаты в марте 1952 года и оставался им до самой смерти.

## Обращение в буддизм
В 1950-е годы внимание Амбедкара привлёк буддизм, и он совершил путешествие на Цейлон, чтобы присутствовать на съезде буддийских монахов и учёных. Вскоре Амбедкар публично объявил, что пишет новую книгу о буддизме, и как только она будет закончена, он совершит формальное обращение в эту веру. В 1954 году он дважды посетил Бирму; во второй раз — чтобы принять участие в 3-й конференции Всемирного общества буддистов в Рангуне. В 1955 году он основал Буддийское общество Индии (Bharatiya Bauddha Mahasabha). Его книга «Будда и его Дхамма» была окончена в 1956 году и опубликована посмертно.
14 октября 1956 года Амбедкар организовал формальную публичную церемонию посвящения в Нагпуре. Формальным завершением обращения была традиционная процедура получения от монаха Трёх Драгоценностей (Будда, Дхарма, Сангха) и Пяти Предписаний. Одновременно с ним в буддизм обратились около 600 000 его сторонников. Позже в честь этого события на месте посвящения соорудили ступу Дикшабхуми. Приняв 22 обета, Амбедкар и его сторонники явно осудили и отвергли индуизм и его философию. Затем он отправился в Катманду (Непал), чтобы принять участие в 4-й Всемирной буддийской конференции. 2 декабря 1956 года он прекратил работу над книгой «Будда или Карл Маркс», в которой провозглашает Будду основателем коммунизма.

## Смерть
В 1948 году у Амбедкара был обнаружен диабет. Из-за ухудшения здоровья, в частности, зрения, он был прикован к постели с июня по октябрь 1954 года. В течение последующих двух лет его здоровье ухудшалось, и он умер во сне в своём доме вскоре после завершения своего последнего труда «Будда и его Дхамма». Оставил после себя немало записок и неоконченных трудов. Кремирован по буддийскому обычаю.
Его пережила вторая жена Шарда Кабир (в браке Савита Амбедкар). Она принадлежала к касте брахманов, обратилась в буддизм. Внук Амбедкара неоднократно избирался в парламент Индии.
В Дели возведён Мемориал Амбедкара, а его день рождения отмечается как государственный праздник. В день рождения и в день смерти каждый год около полумиллиона его последователей собираются в его мемориале в Мумбаи.

## Наследие
Несмотря на противоречивую репутацию Амбедкара и остро негативное отношение к нему мусульман, он внёс немалый вклад в развитие общественной мысли Индии. В частности, он пробудил в Индии интерес к буддизму, который в этой стране традиционно находился на периферии.
Политическая философия Амбедкара дала толчок к возникновению большого количества политических партий, изданий и профсоюзов, защищающих интересы неприкасаемых, особенно в его родном штате Махараштра. Массовые церемонии обращения в буддизм проводились и после его смерти.
Некоторые индийские мыслители[кто?] под влиянием трудов Амбедкара пришли к выводу, что британские колониальные власти обеспечивали в Индии большее равенство между кастами, чем в годы независимости.
С другой стороны, расширение прав неприкасаемых привело к увеличению стычек между ними и ортодоксальными индуистами. В 1994 году статуя Амбедкара в Мумбаи была осквернена — неизвестный провокатор повесил на неё гирлянду обуви (в Индии прикосновение к чужой обуви считается унижением). Это привело к вспышке насилия, забастовки парализовали город более чем на неделю. Во время подобных волнений в следующем году статуя была разрушена. Представители высших каст в штате Тамилнад также неоднократно нападали на местных буддистов. С другой стороны, неприкасаемые, обратившиеся в буддистов, далеко не всегда вели себя с буддийским смирением: нередко они оскверняли индусские храмы, заменяя изображения богов портретом Амбедкара. Радикальные последователи Амбедкара из «Движения буддийских пантер» (по аналогии с «Чёрными пантерами» в США) даже пытались убить учёных, критиковавших взгляды Амбедкара на буддизм.